# Trattato di Roma (1924)
Il Trattato di Roma fu firmato il 27 gennaio 1924 tra l'Italia e il Regno dei Serbi, Croati e Sloveni e sancì consensualmente la dissoluzione e la suddivisione dello Stato libero di Fiume, stabilendo il confine sul fiume Eneo.

## La questione fiumana
Nel 1867 la città di Fiume venne unita, come Corpus Separatum, al Regno d'Ungheria; le fu concessa, pertanto, una amministrazione autonoma con un proprio governatore, rispetto al territorio circostante. In tal modo la città mantenne i suoi statuti e i suoi antichi privilegi, quali l'utilizzo dell'italiano come lingua ufficiale e la potestà di inviare direttamente alla Dieta ungherese i propri rappresentanti.
Alla conferenza di pace di Parigi, conseguente alle vicende della Prima guerra mondiale, i plenipotenziari italiani Vittorio Emanuele Orlando e Sidney Sonnino richiesero, oltre all'applicazione del Patto di Londra, anche l'annessione all'Italia della città di Fiume, giustificando tale ulteriore richiesta in quanto i fiumani erano prevalentemente di lingua e cultura italiana.
Tali rivendicazioni si scontrarono con la ferma ostilità del presidente degli Stati Uniti d'America Woodrow Wilson, il quale, il 19 aprile 1919, avanzò la proposta di creare uno Stato libero di Fiume, spiegando che la città istriana doveva essere un porto utile per tutta l'Europa balcanica e che le rivendicazioni dell'Italia nei territori a est del Mare Adriatico andavano contro i quattordici punti da lui stesso fissati con l'obiettivo di creare una pace duratura tra le nazioni.
La reazione dei nazionalisti ed ex-combattenti italiani fu rabbiosa e, il 12 settembre 1919, una forza volontaria irregolare guidata dal poeta Gabriele D'Annunzio e composta da circa 2500 legionari, occupò la città in quella che sarebbe passata alla storia come l'impresa di Fiume, rivendicandone l'annessione all'Italia. D'Annunzio proclamò la Reggenza Italiana del Carnaro, uno Stato indipendente in attesa del congiungimento al Regno d'Italia.

## Il Trattato di Rapallo e la costituzione dello Stato Libero di Fiume

Carlo Sforza

Con l'insediamento al governo di Giovanni Giolitti (15 aprile 1920), il Ministero degli esteri italiano fu affidato a Carlo Sforza. Diplomatico di carriera, Sforza aveva rivestito la carica di ministro plenipotenziario presso il governo serbo tra il 1916 e il 1918, e in tale veste aveva stretto ottimi rapporti con i rappresentanti politici serbi, che conosceva personalmente.
I rapporti tra l'Italia e il governo jugoslavo, pertanto, nonostante l'iniziativa dannunziana, si avviarono facilmente verso la normalizzazione. Le parti, infatti, decisero di incontrarsi in territorio italiano, a partire dal 7 novembre 1920, nella Villa Spinola (oggi conosciuta anche come Villa del trattato), nel borgo di San Michele di Pagana presso Rapallo. Le trattative durarono pochi giorni e il 12 novembre 1920, con la sottoscrizione del trattato di Rapallo, l'Italia e il Regno dei Serbi, dei Croati e degli Sloveni stabilirono consensualmente i propri confini (fissati esattamente allo spartiacque delle Alpi Giulie) e riconobbero Fiume come stato libero e indipendente.
In base all'art. IV del trattato lo Stato libero di Fiume aveva per territorio il cosiddetto "Corpus separatum", "delimitato dai confini della città e del distretto di Fiume", ed un'ulteriore striscia che le avrebbe garantito la continuità territoriale con il Regno d'Italia. Le parti si accordarono, inoltre, per la costituzione di un Consorzio italo-slavo-fiumano per la gestione del porto della città adriatica, a tutela del suo sviluppo in collegamento con l'entroterra. La città di Fiume acquisiva, quindi, uno status internazionale simile a un Principato di Monaco italofono sul Mare Adriatico.
Al rifiuto di D'Annunzio, di lasciare la "Reggenza", le truppe regolari dell'esercito italiano sgomberarono cruentemente la città, provocando una cinquantina di vittime (Natale 1920, Natale di sangue).

## La spartizione dello Stato fiumano indipendente

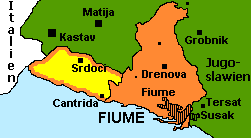
Il distretto di Fiume e, in giallo, la ulteriore striscia di territorio inserita nello Stato Libero con il trattato di Rapallo.

Lo Stato Libero di Fiume venne subito riconosciuto da tutti i principali Paesi, inclusi gli Stati Uniti d'America, la Francia e il Regno Unito, ma esisterà de facto un anno e de iure quattro anni. Il consorzio per la gestione del porto non fu mai creato.
Il 24 aprile 1921, si svolsero le prime elezioni parlamentari, a seguito delle quali il capo del Movimento Autonomista fiumano, Riccardo Zanella divenne presidente dello Stato Libero. Il 3 marzo 1922, un colpo di Stato filonazionalista italiano, condotto dall'ex legionario e deputato fascista Francesco Giunta costrinse Zanella alle dimissioni e alla cessione dei poteri ad un Comitato di Difesa cittadino. Dopo varie vicissitudini il 17 settembre 1923 assunse la carica di governatore militare il generale italiano Gaetano Giardino con il compito di tutelare l'ordine pubblico.
Nel frattempo in Italia era giunto al potere Benito Mussolini, che aveva assunto anche la carica di ministro degli esteri, e che dette disposizioni a Salvatore Contarini, segretario generale del ministero, di avviare subito dei negoziati con Belgrado per arrivare ad una soluzione della questione fiumana favorevole al Regno d'Italia.
La critica storica attribuisce a Contarini il merito di aver saputo ridurre al minimo le interferenze ideologiche nazionaliste nella politica estera dei primi anni del fascismo, proseguendo nella politica di intese balcaniche dell'Italia liberale. In tale ottica sono stati interpretati i negoziati con il Regno dei Serbi, dei Croati e degli Sloveni, finalizzati al congiungimento della città di Fiume all'Italia.
Tali accordi condussero, il 27 gennaio 1924 alla sottoscrizione del trattato di Roma, espressamente definito: "Patto di amicizia e di collaborazione cordiale" tra i due paesi che, formalmente, addivenivano ad una reciproca suddivisione del territorio dello Stato libero di Fiume.
Alla Jugoslavia veniva riconosciuta la sovranità sul delta del fiume Eneo, compreso il borgo di Porto Baross, e sull'estremo territorio settentrionale del distretto fiumano; all'Italia la sovranità sul centro storico di Fiume, e sulla striscia di territorio che garantiva la continuità territoriale della città con la madrepatria. La delineazione dei confini precisi fu rimessa ad una commissione mista, le cui determinazioni furono ratificate con la convenzione di Nettuno del 20 luglio 1925.
Fiume diventò dunque città e capoluogo di provincia italiano fino alla seconda guerra mondiale, ma non conseguì mai quel decollo economico che gli ideatori dello Stato Libero avevano ipotizzato.